# 895-й истребительный авиационный полк
895-й истребительный авиационный полк (895-й иап) — воинская часть Военно-воздушных сил (ВВС) Вооружённых Сил РККА, принимавшая участие в боевых действиях Великой Отечественной войны.

## История наименований полка
За весь период своего существования полк несколько раз менял своё наименование: 895-й истребительный авиационный полк.

## История и боевой путь полка
896 истребительный авиационный полк начал формирование 29 мая 1942 года в 8-м запасном истребительном авиационном полку Приволжского военного округа на аэродроме Багай-Барановка Саратовской области по штату 015/174 на самолётах Як-1. Окончательно сформирован 5 июня 1942 года.
С 5 июня по 29 июня 1942 года полк оставался в 8-м запасном истребительном авиационном полку, проводя освоение личным составом самолёта Як-1 и боевое слаживание полка.
С 30 июня полк вошёл в состав 205-й истребительной авиационной дивизии 2-й воздушной армии Брянского фронта и вступил в боевые действия против фашистской Германии и её союзников на самолётах Як-1.
Первая известная воздушная победа полка в Отечественной войне одержана 1 июля 1942 года: группой 6 Як-1 (ведущий старший лейтенант Росляков Н.А.) в воздушном бою в р-не с. Гремячье сбит немецкий бомбардировщик «Dornier Do 215».
Вместе с 205-й истребительной авиационной дивизией 2-й воздушной армии 7 июля полк передан в состав войск вновь образованного Воронежского фронта. После продолжительных боёв, потеряв 22 самолёта полк 25 августа выведен с фронта на доукомплектование и 28 августа прибыл в 8-й запасной истребительный авиационный полк Приволжского военного округа на аэродром Багай-Барановка Саратовской области, где находился до 17 сентября 1942 года. Директивой начальника штаба Приволжского военного округа 17 сентября 1942 года полк расформирован.

### Участие в операциях и битвах
- Воронежско-Ворошиловградская операция — с 30 июня 1942 года по 24 июля 1942 года.
- Сталинградская битва — с 17 июля 1942 года по 25 августа 1943 года.

### В составе действующей армии
В составе действующей армии полк находился: с 30 июня 1942 года по 25 августа 1942 года.

## Командиры полка
- майор Черненко Николай Максимович[1], 29.05.1942 — 18.09.1942

## Отличившиеся воины
- Рогожин Василий Александрович, лётчик полка в июне — августе 1942 года, свои три первые воздушные победы одержал в полку. Указом Президиума Верховного Совета СССР от 24 августа 1943 года за 124 боевых вылета, во время которых, проявив отвагу и мужество, сбил лично 11 и в группе 5 самолётов противника младшему лейтенанту Рогожину Василию Александровичу присвоено звание Героя Советского Союза. Лейтенант В. А. Рогожин погиб в воздушном бою под Киевом 25 октября 1943 года, не успев получить Звезду Героя.
- Тихонов Виктор Павлович, лётчик полка в июне — августе 1942 года, свои пять первых воздушных побед одержал в полку. Указом Президиума Верховного Совета СССР от 24 августа 1943 года за 140 успешных боевых вылетов, 48 воздушных боёв, во время которых сбил лично 11 и в группе — 4 самолёта противника младшему лейтенанту Тихонову Виктору Павловичу присвоено звание Героя Советского Союза. Младший лейтенант Тихонов В. П. 15 августа 1943 года в схватке с десятью вражескими истребителями сбил один самолёт противника (Fw-190), сам был сбит, не успев получить Звезду Героя.

## Лётчики-асы полка
| Фамилия, имя отчество         | Награды | Сбито самолётов (+ в группе) | Примечание                                                                                               |
| ----------------------------- | ------- | ---------------------------- | --- |
| Рогожин Василий Александрович |         | 23 + 0                       | Лётчик полка: июнь — авг. 1942. Пропал без вести 25 октября 1943 г. Не вернулся с боевого задания        |
| Тихонов Виктор Павлович       |         | 11 + 6                       | Лётчик полка: июнь — авг. 1942. Боевых вылетов: более 150. Погиб 15 августа 1943 г. Сбит в воздушном бою |
| Токарев Георгий Денисович     |         | 9 + 8                        | Лётчик полка: июнь — авг. 1942. Боевых вылетов: 369; воздушных боёв: 62                                  |
| Росляков Николай Андреевич    |         | 5 + 6                        | Лётчик полка: июнь — сент. 1942 Боевых вылетов: около 400                                                |

## Итоги боевой деятельности полка
Всего за годы Великой Отечественной войны полком:
| Выполнено боевых вылетов | Проведено воздушных боёв | Сбито самолётов противника |
| ------------------------ | ------------------------ | -------------------------- |
| 577                      | 21                       | 23 + 1 аэростат            |

Свои потери:
| Потеряно самолётов, всего      | Погибло лётчиков всего        |
| ------------------------------ | ----------------------------- |
| 22 (боевые — 21; небоевые — 1) | 10 (боевые — 9; небоевые — 1) |

## Самолёты на вооружении
| Период                  | Самолёты | Фото        |
| ----------------------- | -------- | ----------- |
| 20.05.1942 — 06.05.1944 | Як-1     | И-26 (Як-1) |